# Tomasz Grąbczewski
Tomasz Grąbczewski herbu Nałęcz (zm. 1758) – kasztelan chełmiński w latach 1757–1758, podkomorzy pomorski w latach 1746–1757, miecznik pruski w latach 1738–1746, pisarz pomorski w latach 1730–1746, wicewojewoda malborski w latach 1729–1730, pisarz grodzki malborski w latach 1728–1729.
Poseł województwa pomorskiego na sejm zwyczajny pacyfikacyjny 1735 roku.